# 레이 달리오
레이 달리오(Ray Dalio, 1949년 8월 8일~)는 미국의 투자자이자 헤지펀드 매니저, 자선사업가이다. 1975년 브리지워터 어소시에이츠를 설립하고 세계 최고의 헤지펀드 회사로 성장시켰다. 달리오는 불름버그에서 전세계 최고 부자들중에서 69등으로 선정되었다.

## 저서
- Big Debt Crises (2018)
- Principles: Life and Work (2017) | 원칙, 고영태 역 (2018)

1. ↑  “Ray Dalio”.